# Battaglia di Más a Tierra
La battaglia di Más a Tierra venne combattuta il 14 marzo 1915 nell'ambito della prima guerra mondiale, nei pressi dell'isola cilena di Más a Tierra (oggi conosciuta come Isola di Robinson Crusoe), tra una squadra britannica e l'incrociatore leggero Dresden della Marina imperiale tedesca. 
La battaglia segnò la fine di ciò che rimaneva dell'Ostasiengeschwader ("Squadra dell'Estremo Oriente") della marina tedesca.

## Storia

### Antefatti
Dopo essere riuscita a fuggire, al termine della Battaglia delle Falkland (8 dicembre 1914), la SMS Dresden con alcuni battelli ausiliari, si ritirò nell'Oceano Pacifico tentando di riprendere i raid contro le navi alleate. Queste operazioni ebbero pochissimo successo nel bloccare il traffico commerciale, ma si dimostrarono assai fastidiose per la marina inglese che dovette mettere in campo notevoli forze per contrastare un solo incrociatore.
L'8 marzo 1915, essendo a corto di combustibile e necessitando di riparazioni, il capitano Lüdecke decise di provare a nascondere il Dresden, in attesa di rifornimenti, nella Cumberland Bay dell'isola di Más a Tierra appartenente al Cile, nazione neutrale. Facendo carbone in un porto neutrale, anziché in mare aperto, la nave aveva il diritto ad essere internata, anziché distrutta, nel caso fosse stata scoperta dai nemici.
Le forze navali britanniche, che avevano intercettato messaggi radio in codice tra le unità tedesche, riuscirono ad individuare la posizione dell'incrociatore tedesco. Uno squadrone formato dagli incrociatori Kent, Glasgow e dal mercantile armato Orama, raggiunse la baia il 14 marzo e, violando la neutralità cilena, attaccò la nave ormeggiata.

### La battaglia
Il Glasgow aprì il fuoco sulla Dresden, danneggiandola ed incendiandola. Dopo aver risposto al fuoco per un breve periodo, il Capitano Lüdecke, resosi conto che la situazione era senza speranza, ordinò all'equipaggio di abbandonare la nave e di autoaffondarla. Gli incrociatori inglesi continuarono a sparare sulla Dresden finché non esplose ed affondò, ma non è mai stato chiarito se la causa dell'affondamento siano stati i colpi britannici o le cariche esplosive tedesche.
Dopo l'affondamento, il comandante britannico ordinò la cattura di tutti i sopravvissuti tedeschi per farli internare. Nell'azione tre tedeschi furono uccisi e quindici feriti (di questi uno morì alcuni giorni dopo), gli inglesi non soffrirono perdite.

### Conseguenze
Con l'affondamento del Dresden, scompariva ciò che restava dello Squadra dell'Estremo Oriente, poiché tutte le altre navi erano state distrutte od internate. Da allora la presenza di navi da guerra germanica fu assai sporadica e ridotta ad alcuni mercantili armati.
Poiché Más a Tierra apparteneva al Cile, un paese neutrale, il console tedesco in Cile protestò in quanto le navi britanniche avevano violato le leggi internazionali, attaccando in acque neutrali.
I marinai tedeschi feriti furono ricoverati a Valparaíso, mentre i 315 superstiti vennero internati fino alla fine della guerra, quando, quelli che avevano scelto di non rimanere in Cile, vennero rimpatriati. Uno degli ufficiali, Wilhelm Canaris, futuro ammiraglio e capo dell'Abwehr, il servizio segreto nazista, riuscì a fuggire dal campo d'internamento, nell'agosto del 1915 e dopo parecchie peripezie fece ritorno in Germania, dove riprese il suo ruolo nei ranghi della Marina Imperiale.